# Isola Uzkaja Balka
L'isola Uzkaja Balka (in russo Остров Узкая Балка, ostrov Uzkaja Balka, in italiano "isola Trave Stretta") è un'isola russa che fa parte dell'arcipelago dell'imperatrice Eugenia ed è bagnata dal mar del Giappone.
Amministrativamente appartiene alla città di Vladivostok, nel Territorio del Litorale, che è parte del Circondario federale dell'Estremo Oriente.

## Geografia
L'isola è bagnata dalle acque del golfo dell'Ussuri, ovvero la parte orientale del più vasto golfo di Pietro il Grande; è situata 250 m a est della costa orientale dell'isola Russkij, nella parte occidentale della baia Paris (бухта Парис, buchta Paris), a sud di capo Balka (мыс Балка, mys Balka) e a ovest della penisola di Žitkov (полуостров Житкова, poluostrov Žitkova).
Uzkaja Balka è un isolotto roccioso che nella forma assomiglia a uno scafo senza alberi e sovrastrutture. Misura 100 m di lunghezza e 28 m di larghezza nella parte centrale. Alle estremità si assottiglia fino a 5 m su un lato e 2 m su quello più vicino alla costa.
 L'isola è piatta, circondata su tutti i lati da scogliere che raggiungono un'altezza di 4-6 m s.l.m. Le rocce sono costituite di strati di arenaria che a causa dell'azione dell'acqua sono state erose e arrotondate alla base dell'isola. La superficie è leggermente inclinata verso la baia Paris ed è ricoperta da un fitto manto d'erba a da pochi arbusti.
Il capo rivolto verso l'esterno è abitato da uccelli marini.